# Saint-Hilaire-de-Loulay
Saint-Hilaire-de-Loulay és un municipi francès situat al departament de Vendée i a la regió de País del Loira. L'any 2007 tenia 4.104 habitants.

## Demografia

### Població
El 2007 la població de fet de Saint-Hilaire-de-Loulay era de 4.104 persones. Hi havia 1.482 famílies de les quals 288 eren unipersonals (131 homes vivint sols i 157 dones vivint soles), 445 parelles sense fills, 669 parelles amb fills i 80 famílies monoparentals amb fills.
La població ha evolucionat segons el següent gràfic:
Habitants censats

### Habitatges
El 2007 hi havia 1.562 habitatges, 1.508 eren l'habitatge principal de la família, 24 eren segones residències i 30 estaven desocupats. 1.485 eren cases i 42 eren apartaments. Dels 1.508 habitatges principals, 1.174 estaven ocupats pels seus propietaris, 323 estaven llogats i ocupats pels llogaters i 11 estaven cedits a títol gratuït; 15 tenien una cambra, 41 en tenien dues, 172 en tenien tres, 365 en tenien quatre i 915 en tenien cinc o més. 1.277 habitatges disposaven pel capbaix d'una plaça de pàrquing. A 560 habitatges hi havia un automòbil i a 874 n'hi havia dos o més.

### Piràmide de població
La piràmide de població per edats i sexe el 2009 era:
| Homes | Edats   | Dones |
| ----- | ------- | ----- |
| 0     | 95 o +  | 0     |
| 0     | 90 a 94 | 4     |
| 12    | 85 a 89 | 32    |
| 8     | 80 a 84 | 12    |
| 28    | 75 a 79 | 36    |
| 64    | 70 a 74 | 44    |
| 56    | 65 a 69 | 64    |
| 48    | 60 a 64 | 68    |
| 60    | 55 a 59 | 36    |
| 124   | 50 a 54 | 156   |
| 128   | 45 a 49 | 124   |
| 180   | 40 a 44 | 128   |
| 152   | 35 a 39 | 148   |
| 128   | 30 a 34 | 104   |
| 132   | 25 a 29 | 120   |
| 160   | 20 a 24 | 136   |
| 188   | 15 a 19 | 128   |
| 96    | 10 a 14 | 172   |
| 116   | 5 a 9   | 112   |
| 92    | 0 a 4   | 132   |

## Economia
El 2007 la població en edat de treballar era de 2.776 persones, 2.237 eren actives i 539 eren inactives. De les 2.237 persones actives 2.085 estaven ocupades (1.159 homes i 926 dones) i 153 estaven aturades (60 homes i 93 dones). De les 539 persones inactives 173 estaven jubilades, 218 estaven estudiant i 148 estaven classificades com a «altres inactius».

### Ingressos
El 2009 a Saint-Hilaire-de-Loulay hi havia 1.531 unitats fiscals que integraven 4.206,5 persones, la mediana anual d'ingressos fiscals per persona era de 18.021 €.

### Activitats econòmiques
Dels 153 establiments que hi havia el 2007, 5 eren d'empreses alimentàries, 3 d'empreses de fabricació de material elèctric, 13 d'empreses de fabricació d'altres productes industrials, 37 d'empreses de construcció, 24 d'empreses de comerç i reparació d'automòbils, 7 d'empreses de transport, 5 d'empreses d'hostatgeria i restauració, 5 d'empreses d'informació i comunicació, 9 d'empreses financeres, 4 d'empreses immobiliàries, 17 d'empreses de serveis, 13 d'entitats de l'administració pública i 11 d'empreses classificades com a «altres activitats de serveis».
Dels 53 establiments de servei als particulars que hi havia el 2009, 1 era una oficina de correu, 2 oficines bancàries, 1 funerària, 7 tallers de reparació d'automòbils i de material agrícola, 1 taller d'inspecció tècnica de vehicles, 1 autoescola, 4 paletes, 4 guixaires pintors, 6 fusteries, 4 lampisteries, 5 electricistes, 2 empreses de construcció, 6 perruqueries, 1 veterinari, 4 restaurants, 2 agències immobiliàries i 2 salons de bellesa.
Dels 12 establiments comercials que hi havia el 2009, 1 era un supermercat, 1 una gran superfície de material de bricolatge, 1 una botiga de més de 120 m², 3 fleques, 1 una carnisseria, 2 botigues de roba, 1 una botiga d'equipament de la llar i 2 floristeries.
L'any 2000 a Saint-Hilaire-de-Loulay hi havia 66 explotacions agrícoles que ocupaven un total de 2.968 hectàrees.

## Equipaments sanitaris i escolars
L'únic equipament sanitari que hi havia el 2009 era una farmàcia.
El 2009 hi havia 2 escoles elementals.

## Poblacions més properes
El següent diagrama mostra les poblacions més properes.